# جاده ئی۰۰۴ اروپا
جاده ئی۰۰۴ اروپا (به انگلیسی: European route E004) یکی از جاده‌های درجه ۲ قاره اروپا است.
این جاده که از شهر قیزیل‌اوردا (قزاقستان) شروع شده در شهر بخارا (ازبکستان) به پایان میرسد.